# G.I. Combat
G.I. Combat es una serie de comic book que fue publicada en un principio por la editorial Quality Comics y más tarde, al ser absorbida dicha editorial, por DC Comics.

## Historia de la publicación

### Historias Pre Crisis
La temática principal en la que se enfoca esta revista de historietas era contar historias sobre soldados estadounidenses del Comando G.I. Inicialmente, sus historias involucraban desde aventuras de la Segunda Guerra Mundial hasta la Guerra Fría, tocando temas nazis y anticomunistas, pero con el tiempo, se dedicaron exclusivamente a las historias sobre la Segunda Guerra Mundial, y la mayoría de las historias que surgieron posteriores a su publicación como historieta de Quality Comics y que se habían dejado publicar en la editorial empezaron a establecerse en DC Comics al centrarse durante ese período. Al igual que con otros medios de comunicación, los ajustes sobre las temáticas sobre la Segunda Guerra Mundial fue utilizado a veces para discutir temas pertinentes a los conflictos contemporáneos como la misma Guerra de Vietnam.

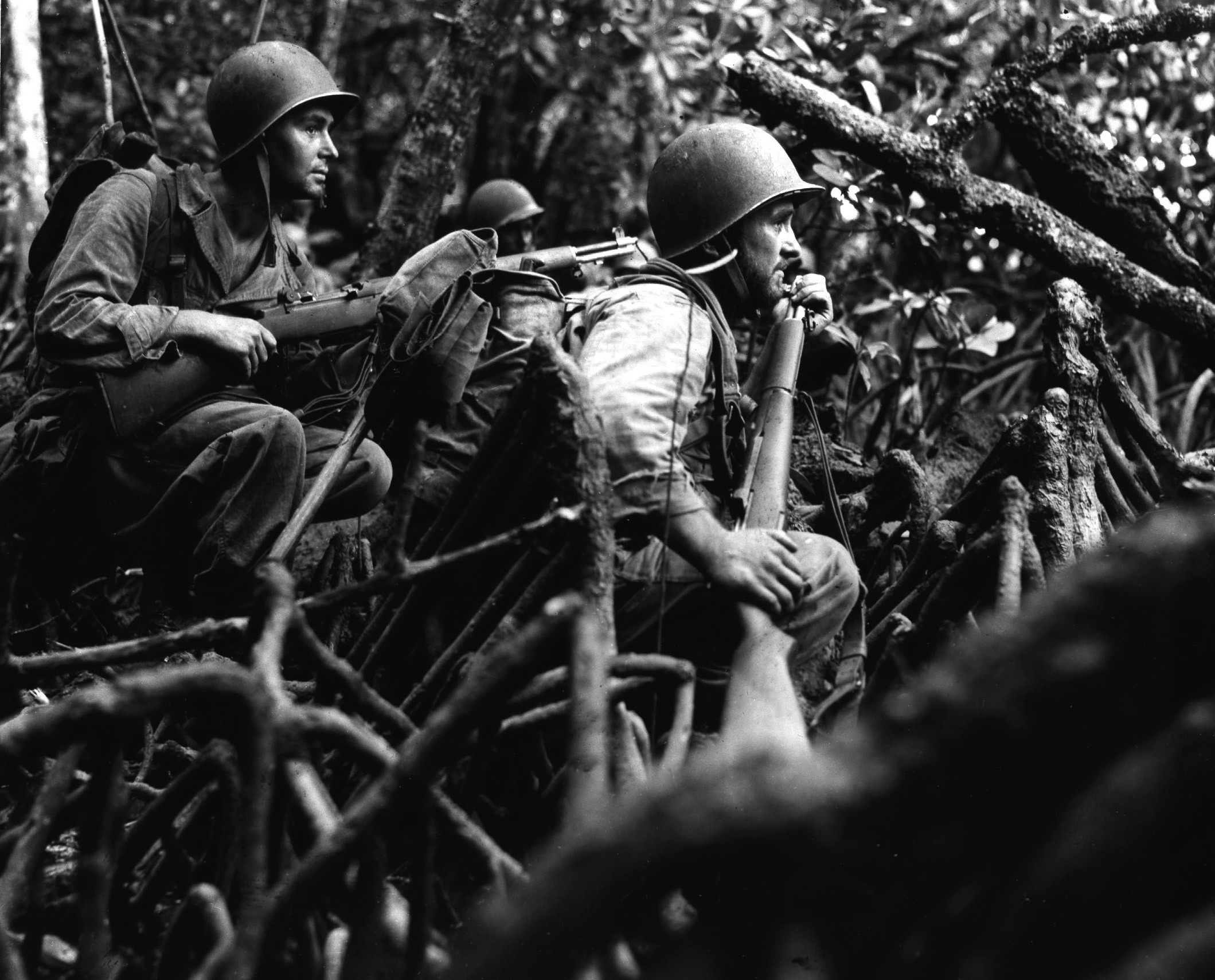
La temática de la revista de historietas generalmente se centraba en aventuras épicas de guerra, sobre todo si se trataban de la Segunda Guerra Mundial, allí incluyeron principalmente las historias centralizadas en Tanque Embrujado y algunos personajes de historietas bélicas como el Sgto. Rock y del Soldado desconocido, y el Comando conocido como Los Perdedores.

El primer número de G.I. Combat fue publicado en octubre de 1952.  Cuando DC Comics adquirió los derechos de los personajes y las publicaciones de Quality Cómics, continuaron la serie que se iniciara en la edición #44 (enero de 1957). G.I. Combat fue uno de los pocos títulos que la editorial continuó, junto con la serie Blackhawk, otra serie de historietas de guerra. Muchos escritores y artistas notables trabajaron en G.I. Combat durante su carrera, incluyendo a Robert Kanigher, que también editó el título, además, también estuvieron otros como Joe Kubert, Jerry Grandenetti y Neal Adams.
Cada número de G.I. Combat era un libro de antología compuesto por varias historietas cortas, un formato que continuó a lo largo de su carrera. Hubo varias características recurrentes en la versión del título de DC Comics, entre las que destaca al "Tanque Embrujado", que apareció por primera vez en la edición #87 (mayo de 1961) hasta su cancelación en 1987. La primera aparición del Comando "Los Perdedores" justamente tuvo su primera aparición como grupo cuando aparecieron como invitados en una historia del Tanque Embrujado en la edición #138-139 (octubre-noviembre de 1969), en una historia titulada "Los Perdedores". Otras característica que se repetiría con la historia "Los Bravos de Vietnam" (historia alrededor de unos marines estadounidenses en la guerra de Vietnam) y al final de su carrera, regresando a las temáticas de la Guerra Fría con una característica efímera recurrente sobre mercenarios de la década de 1980. Comenzando con la edición #201 (abril-mayo 1977), G.I. Combat era la única historieta de DC de guerra que fue actualizado sin ser cancelado en la "línea de cómics de 1 Dolar", y que poseía más páginas de un solo contenido más allá del formato de 32 páginas estándar continuas. El formato de la "línea de cómics de 1 Dolar" se utilizaba desde la edición #259 (noviembre de 1983).  La serie continuó con un formato de 52 páginas en tamaño gigante desde la edición #281 (enero de 1986) antes de volver a un tamaño estándar de 32 páginas en el #282 (marzo de 1986).

### Crisis en las Tierras Infinitas: la Aparición delMonitor
Esta serie le debe su más famosa aparición a un personaje crucial en la futura serie limitada la Crisis en las Tierras Infinitas: Esta serie sería la primera aparición oficial del Monitor al aparecer en el número de G.I. Combat #274 (febrero de 1985). En la década de 1980, las historietas de guerra se volvieron menos comercializablea por lo que empezaron a decaer, y personajes como Sgto. Rock, El Soldado Desconocido, y hasta la serie de historietas como "Weird War Tales" fueron canceladas. El último número de la serie fue el #288 (marzo de 1987).

## Los Nuevos 52: Volumen 3 (2013)
En mayo de 2012, y tras el lanzamiento del evento conocido como Los Nuevos 52, DC Comics intentó darle una segunda oportunidad a la serie. Este nuevo volumen incluyó como historia principal "La guerra que el tiempo olvidó" escrita por JT Krul y dibujada por Ariel Olivetti , con historias pasadas protagonizadas por el Soldado Desconocido, con el escritor Justin Gray y Jimmy Palmiotti, así como el arte de Dan Panosian. La historia sobre el característico Tanque Embrujado volve´ria a aparecer en la edición #5. Sin embargo la nueva serie terminó siendo cancelada a partir de la edición #7 que salió a la venta en diciembre de 2012.

## Ediciones recopilatorias
- Sgt. Rock Archives Vol. 1 incluye Combat GI # 68, 240 páginas, mayo de 2002, ISBN 978-1-56389-841-9
- Showcase Presents: Haunted Tank
  - Volumen 1 recoplación de G.I. Combat #87-119, 560 páginas, mayo de 2006, ISBN 1-4012-0789-8
  - Volumen 2 recoplación de G.I. Combat #120-157, 560 páginas, junio de 2008, ISBN 978-1-4012-1793-8
- G.I. Combat Vol. 1: La guerra que olvidó el tiempo'  recopilada en G.I. Combat vol. 3 # 1-6, 224 páginas, abril de 2013, ISBN 1-4012-3853-X